# Physio Austria, Bundesverband der PhysiotherapeutInnen Österreichs
Physio Austria, Bundesverband der PhysiotherapeutInnen Österreichs, ist die berufliche Interessenvertretung für Physiotherapeuten in Österreich. Er fungiert als Ansprechpartner für Politik und andere Interessengruppen.

## Organisationsstruktur
Physio Austria ist als gemeinnütziger Verein organisiert. Neben einem Verbandsbüro gibt es das Präsidium und den Beirat sowie Landesverbände in den neun Bundesländern und fachliche Netzwerke. In diesen Gruppen arbeiten Experten auf ihrem jeweiligen Fachgebiet gemeinsam an einer Weiterentwicklung und Vertiefung physiotherapeutischer Erkenntnisse.

## Verbandsgeschichte
Der Wiener Arzt Josef Kowarschik hatte 1901 in Deutschland Bekanntschaft mit „schwedischer Heilgymnastik“ gemacht und in der Folge 1913 die Leitung des neuen Instituts für physikalische Heilmethoden im Krankenhaus Lainz in Wien übernommen. 1916 begann er ebenfalls im Krankenhaus Lainz die erste staatlich anerkannte Physiotherapie-Ausbildung Österreichs. Ab 1932 war Johanna „Hansi“ Betzwarz stark in die Arbeit der Schule involviert. Sie leitete 1951 die Gründung des gemeinsamen „Verband der diplomierten medizinisch-technischen, der Diät- und physikalischen Assistentinnen Österreichs“ in die Wege. Betzwarz legte auch das Fundament für einen eigenständigen Berufsverband der Physiotherapeuten in Österreich. Sie ist die Gründerin und 1. Vorsitzende des 1961 gebildeten „Verbandes der diplomierten Assistentinnen für physikalische Medizin Österreichs“. 1991 wurde der Name des Bundesverbandes auf „Verband der diplomierten Physiotherapeuten Österreichs“ geändert, 1995 in „Bundesverband der diplomierten Physiotherapeuten Österreichs (öPv)“ und 2003 schließlich in „Physio Austria, Bundesverband der PhysiotherapeutInnen Österreichs“. 2011 feierte Physio Austria das 50-jährige Bestehen des Bundesverbandes.

## Strategische Handlungsfelder
Präsidium und Beirat haben im Rahmen eines ergebnisorientierten Strategieprozesses zehn strategische Handlungsfelder definiert. Diese stellen die Grundlage für die Aktivitäten in den kommenden Jahren dar. Zentral sind dabei Aspekte der Aus- und Weiterbildung von Physiotherapeuten sowie die Berufsfeldentwicklung. Physio Austria bringt sich in relevante sozial-, gesellschafts- und gesundheitspolitische Diskussionen und Entscheidungsprozesse ein und arbeitet an der Schärfung der Kompetenzen von Physiotherapeuten um ein eigenständiges physiotherapeutisches Handeln zu ermöglichen. Langfristig angestrebt wird u. a. das Tätigwerden von Physiotherapeuten an Patienten ohne ärztliche Anordnung.

## Mitgliedschaften
Physio Austria ist Mitglied bei MTD-Austria, dem Dachverband der gehobenen medizinisch-technischen Dienste, der 1984 gegründet wurde.
Physio Austria ist seit 1967 zudem auch Mitglied in der World Confederation for Physical Therapy (WCPT) und im europäischen Regionalverband ER-WCPT. Der WCPT hat in einer Grundsatzerklärung die „Ethischen Grundsätze für PhysiotherapeutInnen“ festgeschrieben, an denen sich auch Physio Austria orientiert.